# Anton Lochmatter
Anton Lochmatter (auch Antonius Lochmatter; * um 1480; † um 1540) war ein Walliser Burgermeister, Grosskastlan und Landrat.

## Familie
Anton Lochmatter ist der älteste bekannte Vertreter der Familie Lochmatter, deren Familienname vom Weiler Lochmatten in St. Niklaus abstammt. Einer seiner Nachkommen, Theodul, wurde im 17. Jahrhundert Zendenhauptmann von Visp.
Aus der Familie Lochmatter gingen viele bekannte Bergführerpioniere hervor, die grosse Neuerer im Bergsteigen waren und die weltweit in den ersten zwei Generationen  das Bergführerwesen während des 19. sowie 20. Jahrhunderts massgeblich prägten.

## Leben
Anton Lochmatter erwarb im Jahre 1505 für 10 Pfund das Burgerrecht von Visp. In den Jahren 1510 und 1521 bekleidete er das Amt des Burgermeisters der Burgergemeinde Visp, 1513 und 1526 des Grosskastlans des Zenden Visp. Er war zudem Abgeordneter im Walliser Landrat. Darüber hinaus war er Parteigänger von Kardinal Matthäus Schiner. Auf Basis sowohl des Bündnisses der XII Orte nebst Bischof und Landleuten des Wallis vom 14. März 1510 als auch der päpstlichen Gegenerklärung vom 2. September 1510 erhielt Anton Lochmatter eine päpstliche Pension in Höhe von 20 fl. bzw. Gulden.